# Rosebery House
Rosebery House, ehemals Clerkington House, ist ein Landsitz rund einen Kilometer südwestlich der schottischen Ortschaft Temple in der Council Area Midlothian. 1979 wurde das Bauwerk in die schottischen Denkmallisten in der Kategorie C aufgenommen. Des Weiteren sind verschiedene Außengebäude als Denkmäler der Kategorien A oder B klassifiziert. Mit diesen bildet Rosebery House ein Denkmalensemble der Kategorie B.

## Geschichte
Im Jahre 1695 erwarb Archibald Primrose die Ländereien. Zuvor gehörten sie zu einer Baronie namens Nicolson, die John Nicolson im 17. Jahrhundert dort eingerichtet hatte. Primrose wurde 1700 zunächst zum Viscount of Rosebery, dann zum Earl of Rosebery erhoben. Zu dieser Zeit befand sich bereits ein Gebäude namens Clerkington House auf dem Anwesen. 1749 erwarb ein Herr Hepburn Rosebery. Zwischen 1805 und 1812 ließen die Hepburns das alte Gebäude niederreißen und setzen den Namen Clerkington wieder ein.
Sie engagierten den schottischen Architekten William Atkinson, der ein Landhaus im neogotischen Stil entwarf. Die Arbeiten wurden 1812 begonnen und 1816 abgeschlossen. 1821 kaufte Archibald Primrose, 4. Earl of Rosebery das Anwesen und benannte es in Rosebery zurück. Das heutige Haus ähnelt dieser Beschreibung nicht mehr. Es existieren Pläne für Umgestaltungen im Neorenaissance- und Arts-and-Crafts-Stil aus den 1880er beziehungsweise 1890er Jahren, die beide jedoch nicht vollständig umgesetzt wurden.

## Bauernhof

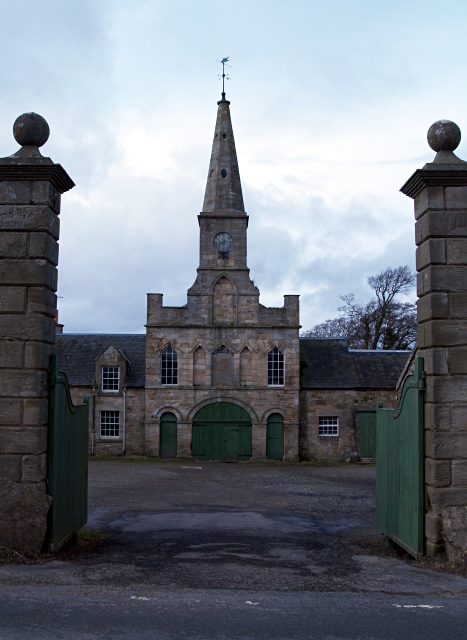
Bauernhof von Rosebery House

Der um 1805 entstandene Bauernhof liegt rund 200 m westlich von Rosebery House. Die ein- oder zweistöckigen Gebäudeteile umschließen einen Innenhof auf drei Seiten. Straßenseitig verdeckt eine Blendmauer den Innenhof und lässt nur ein Durchfahrt. Das Schichtenmauerwerk besteht aus Sandstein. Markant ist der mittig von der Westseite aufragende Glockenturm, der mit dem Taubenturm verbunden ist. Der zweistöckige Turm schließt mit einem spitzen Helm mit oktogonalem Grundriss mit Wetterfahne. Der Bauernhof ist als einziges Bauwerk des Anwesens in die höchste schottische Denkmalkategorie A einsortiert.

## Toreinfahrt

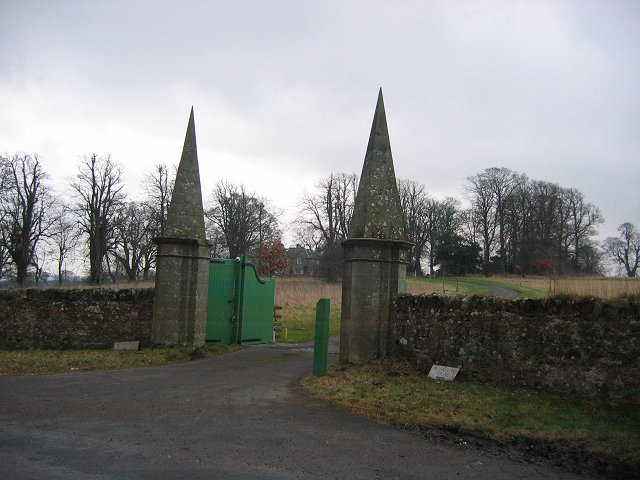
Zufahrt zu Rosebery House

Die Toreinfahrt von Rosebery House ist ein eigenständiges Baudenkmal der Kategorie B. Sie liegt gegenüber dem Bauernhofe direkt an der B6372. Die hochaufragenden Obelisken stammen aus dem frühen 19. Jahrhundert. Sie sind mit gekehlten Schäften gestaltet. Auf beiden Seiten geht eine niedrige Bruchsteinmauer ab, welche Rosebery House umfriedet.

## Lodge
Wie auch die Toreinfahrt ist die Lodge von Rosebery House als Kategorie-B-Denkmal klassifiziert. Sie stammt aus dem früheren 18. Jahrhundert, wurde jedoch im frühen 20. Jahrhundert überarbeitet. Das quadratische Bruchsteinbauwerk wurde im Stile der Neorenaissance gebaut. Die symmetrisch aufgebaute südwestexponierte Frontseite ist mit Architrav gestaltet. ionische Pilaster flankieren das mittige Drillingsfenster an der Südostseite. Die Lodge schließt mit einem schiefergedeckten Walmdach.

## Kapelle
Die Kapelle wurde im Jahre 1913 erbaut. Möglicherweise um sie geistlichen Besuchern zur Verfügung zu stellen. Der Bischof verweigerte jedoch die Einsegnung des Gebäudes. Das Mauerwerk der neogotischen Kapelle besteht aus rosafarbenem Sandstein. An der symmetrischen südwestexponierten Frontseite führt ein mittiges Spitzbogenportal ins Gebäudeinnere. Auf dem Giebel sitzt ein Sandsteinkreuz. An der Nordostseite ist neben drei Fenstern ein Maßwerk verbaut. Das Gebäude schließt mit einem schiefergedeckten Dach. Im Innenraum ist es als Gewölbedecke mit Holzverkleidung gearbeitet. Die Kapelle ist als Kategorie-B-Bauwerk klassifiziert.